# 盧伊比斯科格爾山
盧伊比斯科格爾山（Luibiskogel）是奧地利的山峰，位於該國西部，由蒂羅爾州負責管轄，屬於奧茨塔爾阿爾卑斯山脈的一部分，海拔高度3,112米，每年平均降雨量1,357毫米。